# Año Mundial de la Población
1974 fue proclamado Año Mundial de la Población  por la Asamblea General de las Naciones Unidas durante su 25º periodo de sesiones, mediante la resolución 2683 (XXV), adoptada el 11 de diciembre de 1970. Este año conmemorativo surgió en respuesta a la creciente atención que los problemas demográficos estaban adquiriendo a nivel mundial, reflejando su impacto en el desarrollo económico, social, humano y cultural. La resolución destacó la importancia de concentrar los esfuerzos internacionales en las cuestiones demográficas como una forma de apoyar el desarrollo integral de las naciones, especialmente aquellas afectadas por un rápido crecimiento poblacional.

## Actividades y alcance
Este año incluyó la organización de la Tercera Conferencia Mundial de Población, celebrada en Bucarest, Rumanía, del 19 al 30 de agosto de 1974. Este evento fue un hito global que reunió a gobiernos y expertos para discutir políticas y programas relacionados con el crecimiento demográfico y su impacto en el desarrollo humano. Además, se promovieron simposios previos en ciudades como El Cairo, Honolulu, Estocolmo y Ámsterdam, abordando temas como el desarrollo, la familia, el medio ambiente y los derechos humanos, subrayando las interrelaciones entre población y sostenibilidad.
La Asamblea General invitó a los Estados miembros y a las organizaciones del sistema de las Naciones Unidas a participar activamente en las actividades, proporcionando asistencia técnica, organizando investigaciones demográficas y desarrollando programas de capacitación. Las propuestas se enfocaron en políticas nacionales adaptadas a las necesidades específicas de cada región, garantizando el respeto por la soberanía de los países en la formulación de sus estrategias.